# پوینت برنابی
پوینت برنابی (به لاتین: Pointe Burnaby) یک کوه در سوئیس است که در کانتون وله واقع شده‌است. پوینت برنابی ۴٬۱۳۵ متر بالاتر از سطح دریا واقع شده‌است.